# Obesiella lyonsiellae
Obesiella lyonsiellae is een eenoogkreeftjessoort uit de familie van de Asterocheridae. De wetenschappelijke naam van de soort is voor het eerst geldig gepubliceerd in 1903 door Ridewood.